# Odynerus rotundigaster
Odynerus rotundigaster är en stekelart som beskrevs av Henri Saussure 1852. Odynerus rotundigaster ingår i släktet lergetingar, och familjen Eumenidae.

## Underarter
Arten delas in i följande underarter:
- O. r. citripes
- O. r. burlinii
- O. r. extimus